# Tắc nghẽn đường thở
Tắc nghẽn đường thở là tắc nghẽn đường hô hấp. Nó có thể được phân loại thành một trong hai: đường hô hấp trên hoặc dưới.

## Tắc nghẽn đường thở trên
Nguyên nhân gây tắc nghẽn đường thở trên bao gồm dị vật nghẹt đường thở, chấn thương khí quản do vật cùn, vật sắc thâm nhập làm chấn thương khí quản, phì đại hạch hạnh nhân, tê liệt của dây thanh quản hoặc dây thanh âm, laryngotracheitis cấp tính như viêm thanh quản do virus, vi khuẩn xâm nhập khí quản, viêm nắp thanh quản, áp xe, ho gà, áp xe retropharyngeal, co thắt yết hầu.  Trong hỗ trợ tính mạng cơ bản và nâng cao, tắc nghẽn đường thở thường được gọi là vấn đề A. Quản lý đường thở phụ thuộc vào cả kỹ thuật xâm lấn tối thiểu và kỹ thuật xâm lấn.

## Tắc nghẽn đường thở dưới
Tắc nghẽn đường thở dưới chủ yếu là do tăng sức cản ở các tiểu phế quản (thường là do giảm bán kính của tiểu phế quản) làm giảm lượng không khí hít vào trong mỗi hơi thở và oxy đến các động mạch phổi.  Nó khác với hạn chế đường thở (ngăn không khí khuếch tán vào động mạch phổi vì một số loại tắc nghẽn trong phổi).  Các bệnh gây tắc nghẽn đường thở dưới được gọi là bệnh phổi tắc nghẽn.
Tắc nghẽn đường thở dưới có thể được đo bằng phép đo phế dung.  Tỷ lệ FEV1 / FVC giảm (so với mức bình thường khoảng 80%) là dấu hiệu của tắc nghẽn đường thở, vì lượng không khí bình thường không còn có thể thở ra trong giây đầu tiên hết hạn.  Một hạn chế đường thở sẽ không tạo ra tỷ lệ FEV1 / FVC giảm, nhưng sẽ làm giảm công suất sống còn.  Do đó việc thông gió bị ảnh hưởng dẫn đến sự không phù hợp thông khí tưới máu và thiếu oxy.